# Черепанова, Мария Сергеевна
Мария Сергеевна Черепанова (род. 28 августа 1987, Ижевск) — российская баскетболистка, выступает в амплуа форварда. Чемпион Европы среди молодёжных команд, кандидат в основную сборную России по баскетболу. Серебряный призёр чемпионата мира по баскетболу 3×3 2014. Чемпион Европы по баскетболу 3×3. Победитель Европейских игр в Баку 2015. Мастер спорта России международного класса.

## Биография
Черепанова Мария родилась в спортивной семье — мама мастер спорта СССР по велоспорту, стала полноценно заниматься баскетболом в 7 классе, а в 10 классе её пригласили в местную профессиональную команду «ИЗП-УдГУ», где Мария два сезона играла в высшей лиге.
После окончания школы она переехала в Москву и поступила в университет «РГАУ-МСХА» им. К.А Тимирязева на педагогический факультет. На первом курсе Мария училась, играя за университетскую команду и московское «Динамо» в Детско-юношеской баскетбольной лиге. Затем «Динамо» предложило контракт, и последующие два года баскетболистка провела в этом клубе, в основном выступая за вторую команду, вместе со своей сестрой Александрой, здесь же она получила вызов в юниорскую национальную сборную.
2006 год у Марии был насыщен спортивными событиями: её одолжили питерской «Балтийской Звезде» для выступления в отборочном турнире Мировой лиги, затем она играла в составе «золотой» команды на молодёжном чемпионате Европы в Венгрии, сыграв за сборную 8 игр. После окончания чемпионата Европы сезон 2006/07 практически полностью был пропущен из-за травмы. Восстановившись, Мария подписала контракт с «грандом» российского баскетбола с подмосковным клубом «Спартак» из Видного. В основном составе «Спартака» она выступала мало, хотя на её счету есть кратковременные выходы на площадку во время финальных матчей чемпионата России. Более удачное выступление было за вторую команду «Спартака», которая за годы выступления Марии в её составе, выиграла турнир Высшей лиги, «серебряный» призёр молодёжного первенства России, двукратный обладатель Кубка В.Кузина (отборочный турнир к Кубку России). Она также является трёхкратной чемпионкой Европы среди студентов. Сезон 2009/10 начался удачно: «серебро» в составе сборной России на летней Универсиаде, победа в Суперкубке Европы, где Черепанова набрала 9 очков, но при этом она в дальнейшем так и не получила место в основном составе. В итоге отсутствие игровой практики сподвигнули Марию, в январе 2010 года сменить команду на московское «Динамо».
По окончании сезона баскетболистку пригласили в «Вологду-Чевакату», где она наконец-то стала одним из лидеров клуба, участвуя 2 года подряд в полуфинале Кубка Европы. Удачное выступление за «пчёлок» не оставило без внимания тренера национальной сборной Бориса Соколовского и уже в 2011 году Мария полноценно готовилась к участию в чемпионате Европы, но за день до начала первенства на экстренном заседании технической комиссии ФИБА Европа было объявлено решение сократить заявки всех команд с 14 до 12 человек, и Черепанова покинула расположение сборной. Вместо Польши она поехала в Китай на Универсиаду, где сборная заняла 5-е место. В 2012 году она попала в расширенный список игроков для подготовки к Олимпиаде — 2012, но и здесь её в ходе сборов вывели из команды. Главный тренер женской сборной России Борис Соколовский сказал:

На позиции третьих номеров у нас очень высокая конкуренция, и мы благодарим Марию за её работу на сборах и помощь нашей команде.

Начиная с сезона 2012/2013 Мария выступает за курское «Динамо». После окончания сезона Черепанова снова вошла в расширенный список сборной России при подготовке к играм чемпионата Европы во Франции. И вновь, за 7 дней до первенства, она была выведена главным тренером Альфредасом Вайнаускасом из состава сборной.

Я хочу поблагодарить за трудолюбие и вклад в подготовку сборной России Марию Черепанову, Елену Волкову и Татьяну Абрикосову.
Мария — прекрасный человек, опытный игрок, и мне очень жаль, что её не будет с нами на чемпионате Европы. Однако ситуация на данный момент такова, что на позиции третьего номера в конкурентной борьбе Водопьянова и Сапова смотрятся предпочтительнее. С Марией Черепановой мы будет держать связь, она будет всегда в нашем поле зрения, и я уверен, что она ещё поможет нашей команде. (А.Вайнаускас)

Сезон 2013/14 баскетболистка провела в новосибирском «Динамо-ГУВД», после окончания которого главный тренер команды Борис Соколовский сказал о Марии:

Я считаю, что заслуживает, как минимум попадания в список кандидатов Мария Черепанова. У неё тоже был неровный сезон, но в решающих играх Маша проявила свои лучшие качества. Она была бойцом, она была лидером, мотором команды. Я собираюсь поговорить на эту тему с тренером сборной Анатолием Мышкиным, чтобы он рассмотрел её в качестве «дополнительного» кандидата, потому что этот «дополнительный» кандидат может оказаться основным игроком. Я считаю, что на сегодняшний день на позиции легкого форварда ей нет равных.

Вместо приглашения в основную сборную Мария получила вызов в национальную команду для участия в чемпионате мира по баскетболу 3×3 в Москве, где баскетболистка завоевала серебряную медаль. Осенью того же года Черепанова выигрывает золотую медаль чемпионата Европы 3×3.
Сезон 2014/15 Мария провела в клубе «Спарта энд К», показав очень уверенную и результативную игру. Здесь Мария добилась великолепных статистических показателей, проводя в среднем на площадке 25 минут, она набрала 9,2 очка (5-й показатель в команде), сделал 4,9 подбора (4-й показатель) и 1 блок-шот в среднем за игру (2-й показатель); а в Еврокубке, проводя на площадке в среднем 27 минут, отмечалась следующими показателями: 8,6 очка, 6 подборов, 2,5 передачи.
Отличная игра и профессионализм спортсменки привлекли внимание «гранда» европейского баскетбола «УГМК», от которого и последовало приглашение на следующий сезон.
Также в этом году тренерский штаб сборной России по баскетболу 3×3 пригласил Черепанову для участия в Европейских играх в Баку 2015, где Мария стала ключевым игроком команды. В трёх играх плей-оффа из четырёх, баскетболистка набирала больше всех очков в команде. В финале против сборной Украины, вместе с Татьяной Петрушиной, была лучшим бомбардиром матча (7 очков).

### Статистика выступлений за клубы
|  | Кубок Европы |
|  | Евролига     |

| Клуб                              | Сезон   | Чемп. | Чемп.    | Чемп.   | Чемп.   | Кубок России | Кубок России | Кубок России | Кубок России | Еврокубки | Еврокубки | Еврокубки | Еврокубки |
| Клуб                              | Сезон   | Игр   | Очк      | Подб    | Перед   | Игр          | Очк          | Подб         | Перед        | Игр       | Очк       | Подб      | Перед     |
| --------------------------------- | ------- | ----- | -------- | ------- | ------- | ------------ | ------------ | ------------ | ------------ | --------- | --------- | --------- | --------- |
| «ИЗП-УдГУ» (Ижевск)               | 2002-03 | 38    | 6,1      | 5,9     | 0,6     | -            | -            | -            | -            | —         | -         | -         | -         |
| «ИЗП-УдГУ» (Ижевск)               | 2003-04 | ?     | ?        | ?       | ?       | 6            | 4,0          | 4,2          | 0,2          | -         | -         | -         | -         |
| «Динамо» (Москва) Динамо-2        | 2005-06 | 4 32  | 1,5 11,1 | 2,0 8,4 | 0 1,2   | 2            | 5,0          | 6,0          | 1,2          | -         | -         | -         | -         |
| «Динамо» (Москва) Динамо-2        | 2006-07 | - 5   | - 15,2   | - 10,8  | - 1,8   | -            | -            | -            | -            | -         | -         | -         | -         |
| «Спарта энд К» (Видное) Спартак-2 | 2007-08 | 12 31 | 3,0 2,6  | 2,1 1,5 | 0,3 0,4 | 2            | 2,0          | 2,5          | 0,5          | -         | -         | -         | -         |
| «Спарта энд К» (Видное) Спартак-2 | 2008-09 | 8 29  | 2,7 17,2 | 0,8 9,9 | 0,4 2,4 | 5 11         | 8,8 10,8     | 6,4 7,9      | 1,6 2,4      | 4         | 2,0       | 1,0       | 0         |
| «Спарта энд К» (Видное) Спартак-2 | 2009-10 | 7 9   | 3,6 16,0 | 1,7 7,6 | 0,7 2,2 | - 6          | - 13,8       | - 10,5       | - 3,6        | 4         | 2,8       | 0,3       | 0,3       |
| «Динамо» (Москва)                 | 2010    | 12    | 11,1     | 6,1     | 2,3     | -            | -            | -            | -            | 2         | 6,0       | 6,0       | 0         |
| «Вологда-Чеваката» (Вологда)      | 2010-11 | 27    | 9,6      | 6,3     | 2,4     | -            | -            | -            | -            | 12        | 13,0      | 6,2       | 4,4       |
| «Вологда-Чеваката» (Вологда)      | 2011-12 | 25    | 8,2      | 5,1     | 2,0     | 5            | 7,0          | 6,8          | 2,4          | 11        | 9,4       | 5,7       | 2,6       |
| «Динамо» (Курск)                  | 2012-13 | 24    | 5,1      | 5,2     | 1,3     | 2            | 11,0         | 5,0          | 1,0          | 7         | 6,0       | 5,0       | 1,3       |
| «Динамо-ГУВД» (Новосибирск)       | 2013-14 | 25    | 8,3      | 4,6     | 1,2     |              |              |              |              | 5         | 6,2       | 6,2       | 0,4       |
| «Спарта энд К» (Видное)           | 2014-15 | 30    | 9,1      | 4,9     | 1,6     |              |              |              |              | 8         | 8,6       | 6,0       | 2,5       |

### Статистика выступлений за сборную России
| Сборная        | Сезон | Место | Чемпионат | Чемпионат | Чемпионат | Чемпионат |
| Сборная        | Сезон | Место | Игр       | Очк       | Подб      | Перед     |
| -------------- | ----- | ----- | --------- | --------- | --------- | --------- |
| ЧЕ (до 16 лет) | 2003  | 6     | 5         | 1,0       | 1,4       | 0         |
| ЧЕ (до 18 лет) | 2005  | 5     | 3         | 0,7       | 1,7       | 0         |
| ЧЕ (до 20 лет) | 2006  | 1     | 8         | 5,5       | 2,6       | 0,4       |
| Универсиада    | 2009  | 2     | 7         | 8,3       | 5,0       | 1,4       |
| Универсиада    | 2011  | 5     | 5         | 14,4      | 7,2       | 0,8       |

## Достижения
- Молодёжный чемпион Европы: 2006
- Победитель Евролиги ФИБА: 2009
- Бронзовый призёр Евролиги: 2017
- Обладатель Суперкубка Европы: 2009
- Полуфиналист Кубка Европы ФИБА: 2011, 2012
- Серебряный призёр Универсиады: 2009
- Серебряный призёр чемпионата мира по баскетболу 3х3: 2014
- Чемпион России: 2008, 2016, 2017
- Серебряный призёр чемпионата России: 2009
- Обладатель кубка России: 2017
- Чемпион Европы 2014 по баскетболу 3×3
- Победитель Европейских игр в Баку 2015